# Vanzaghello
Vanzaghello – miejscowość i gmina we Włoszech, w regionie Lombardia, w prowincji Mediolan.
Według danych na rok 2004 gminę zamieszkiwały 4883 osoby, 976,6 os./km². Gospodarka, tradycyjnie związana z przemysłem tekstylnym i rzemieślnikami, w coraz większym stopniu opiera się na usługach.